# Sol Goode
Sol Goode ist eine US-amerikanische Filmkomödie von Regisseur Danny Comden aus dem Jahr 2003.

## Handlung
Sol Goode ist ein erfolgloser Jungschauspieler, der sich mit seinem Kumpel Justin ein Haus in L.A. teilt. Als sie kein Geld mehr für die Miete aufbringen können, fragt er seine Eltern um Hilfe, die ihm sein faules Leben bisher finanzierten, das aus Partys, Girls klarmachen, um die Häuser ziehen und abhängen besteht. Doch seinem Vater, der ihn schon seit Jahren unterstützt, reicht es. Er dreht ihm den Geldhahn zu und auch das Arbeitsamt will ihm nicht helfen. Da er sein Geld nun selber verdienen muss, wird ihm klar: Er muss etwas in seinem Leben ändern. Nur seine beste Freundin Chloe (Katherine Towne) hält zu ihm und hat längst erkannt, dass Sols coole Fassade nur Show ist. Ausgerechnet in dieser ausweglosen Lage wird ihm klar, dass er Chloe schon immer geliebt hat...

## Kritiken
„Klischeebeladene romantische Komödie über die Probleme des Erwachsenwerdens, die ihre biedere Fernsehinszenierung durch Zoten und chauvinistische Sprüche aufzuwerten versucht. Pluspunkte gewinnt der Film allenfalls durch die sympathische Ausstrahlung des Hauptdarstellers.“